# Wassu
Wassu (Schreibvariante: Wasu) ist eine Ortschaft im westafrikanischen Staat Gambia.
Nach einer Berechnung für das Jahr 2013 leben dort etwa 1509 Einwohner, das Ergebnis der letzten veröffentlichten Volkszählung von 1993 betrug 1122.

## Geographie
Wassu, in der Central River Region im Distrikt Niani am nördlichen Ufer des Gambia-Flusses liegt an der North Bank Road, einer wichtigen Fernstraße von Gambia, und liegt ungefähr drei Kilometer von Kuntaur und ungefähr 15 Kilometer von Janjanbureh entfernt.

## Kultur und Sehenswürdigkeiten
Bekannt ist der Ort wegen der Senegambischen Steinkreise, darunter sind die Steinkreise von Wassu die bekanntesten in ganz Senegambia. Dazu wurde an den Steinkreisen ein Museum, das Wassu Stone Circles Museum, eröffnet.

Abbildung der Steinkreise von Wassu auf einer 50-Dalasi-Banknote (Rückseite)